# Capo Slea

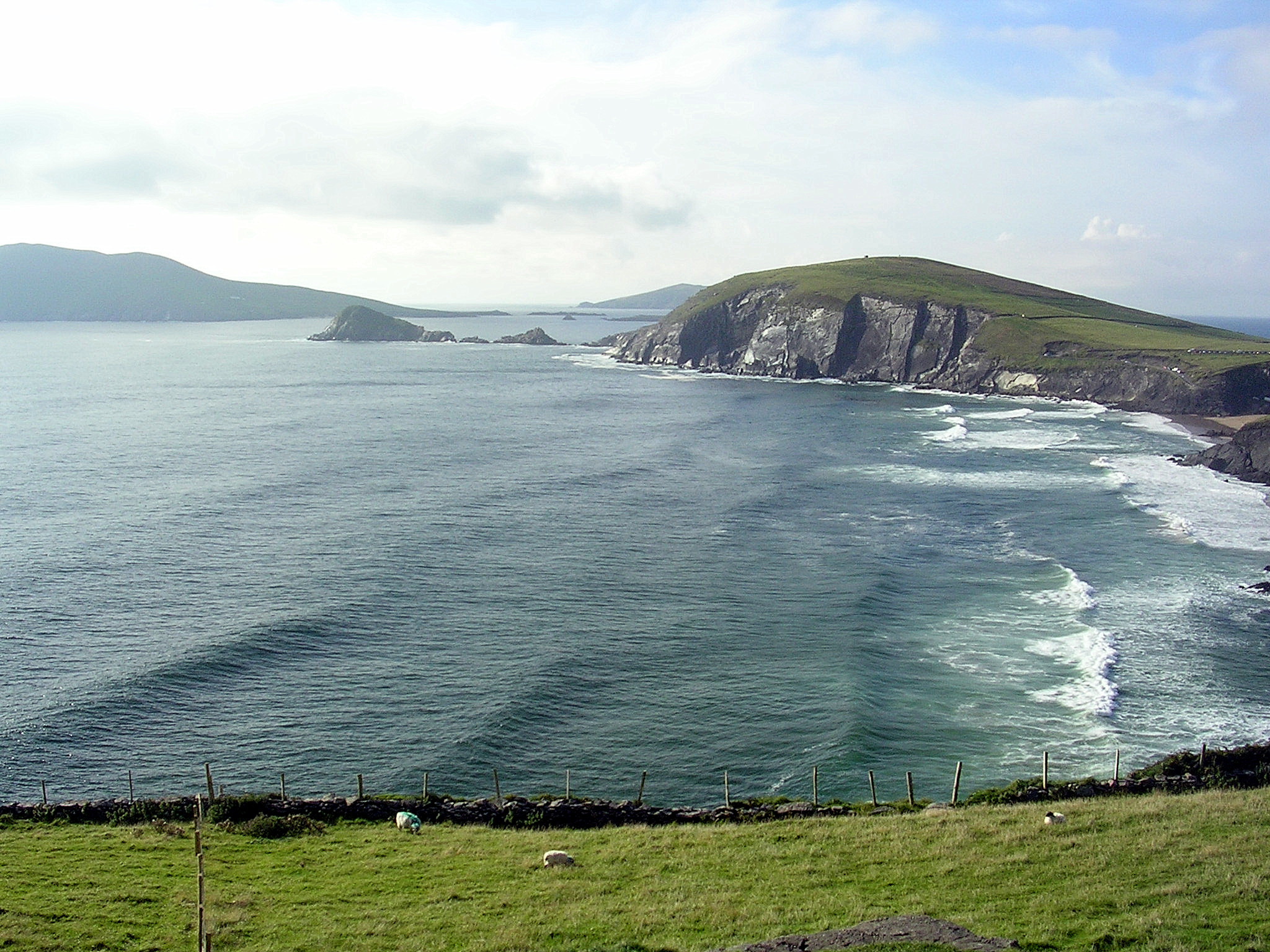
An Dún Mór
Il punto più ad ovest e vicino alle Blasket con la spiaggia di Com Dhíneol

Capo Slea (in inglese e diffuso anche in italiano Slea Head, in gaelico irlandese Ceann Sléibhe) è un promontorio dell'Irlanda, e precisamente della penisola di Dingle, a Dún Chaoin nel Kerry.
Il promontorio è piuttosto esteso e contiene all'interno anche An Dún Mór, il punto più occidentale dell'isola d'Irlanda e il punto più occidentale della piattaforma continentale europea (superato solo dall'Islanda occidentale), ed è inoltre una zona assai apprezzata in ambito turistico: luogo abbastanza isolato e selvaggio, è contraddistinto da una stradina murata su una zona costiera piuttosto alta e da una piccola Madonnina con crocifisso bianco, ma è visitato soprattutto per la visuale che offre sull'Oceano Atlantico e sulla vicine isole Blasket.
Capo Slea è raggiunto da una particolare strada, la R559 chiamata, appunto, Slea Head Drive (Slí Ceann Sléibhe in gaelico irlandese), che parte da Dingle e, passando per i piccoli villaggi di Baile an Mhuilinn e Ceann Trá, si inerpica sulle pendici basse di Sliabh an Iolair (516 m) che spesso raggiungono il mare, dando luogo a non altissime ma comunque drammatiche scogliere: non appena si raggiunge il monte il tragitto si fa molto impegnativo e, a seconda delle condizioni meteorologiche, non è raro dover procedere su autentiche cascate sull'asfalto o avvolti da nebbia molto fitta, il tutto su una strada molto stretta.
L'11 marzo 1982 la portacontenitori spagnola Ranga si incagliò sulla costa del vicino Capo Dunmore, durante una tempesta, in seguito ad una avaria ai propulsori.